# Trathala hierochontica
Trathala hierochontica är en stekelart som först beskrevs av Otto Schmiedeknecht 1910.  Trathala hierochontica ingår i släktet Trathala och familjen brokparasitsteklar. Inga underarter finns listade i Catalogue of Life.